# Dechantsreit
Dechantsreit ist ein Gemeindeteil von Adlkofen im niederbayerischen Landkreis Landshut. Der Weiler liegt circa fünf Kilometer südöstlich von Adlkofen und ist über die Kreisstraße LA 3 zu erreichen.
Teile der früheren Gemeinde Dietelskirchen wurden zum Abschluss der Gebietsreform in Bayern am 1. Mai 1978 in die westliche Nachbargemeinde Adlkofen umgegliedert, darunter auch Dechantsreit.

## Baudenkmäler
Siehe auch: Liste der Baudenkmäler in Dechantsreit
- Katholische Filialkirche St. Bartholomäus, ältestes Bauwerk in der Gemeinde Adlkofen